# North Field (Tinian)
Pour les articles homonymes, voir Northfield.

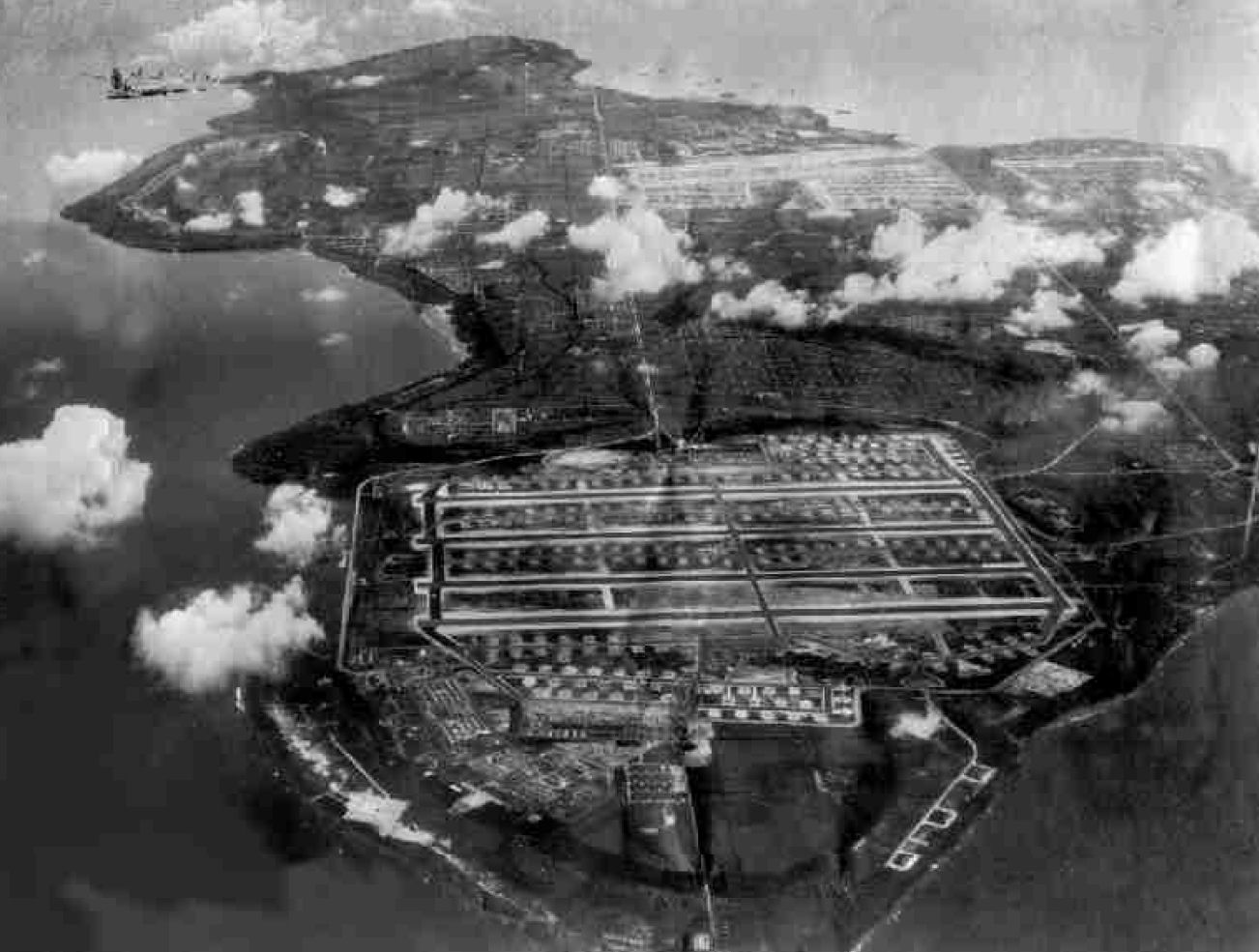
North Field (1945).

North Field est un aérodrome militaire aménagé au cours de la Seconde Guerre mondiale. Situé sur Tinian dans les îles Mariannes, c'est au début des années 2000, un site touristique. Il fait partie du National Historic Landmark District Tinian Landing Beaches, Ushi Point Field, Tinian Island.

## Histoire
North Field a été l'une des nombreuses bases pour les opérations de bombardements stratégiques sur le Japon par les Boeing B-29 Superfortress de la Twentieth Air Force. C'est de North Field que les avions ayant réalisé les bombardements de Tokyo et les bombardements atomiques d'Hiroshima et Nagasaki sont partis.
Abandonnée en 1946, une piste sert dans les années 1980 pour des exercices.
En décembre 2023, l'USAF déclare vouloir utiliser de nouveau la base après réhabilitation. « Cette politique répond à celle, similaire, de Pékin, qui depuis des années transforme des îlots en bases militaires dans les eaux hautement contestées de la mer de Chine méridionale ».